# Skyler Samuels

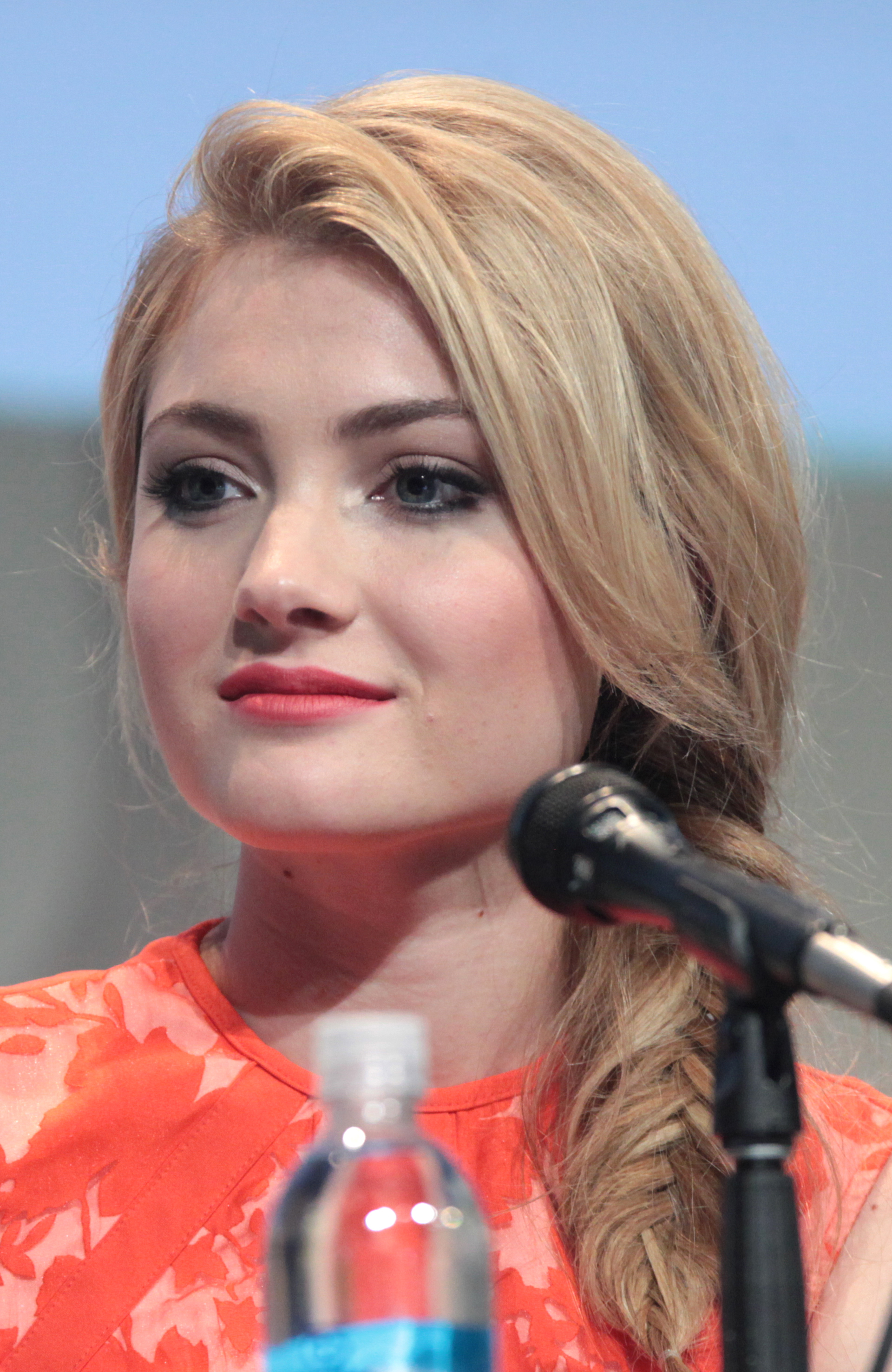
Skyler Samuels auf der Comic-Con (2015)

Skyler Samuels (* 14. April 1994 als Skyler Rose Samuels in Los Angeles) ist eine US-amerikanische Schauspielerin.

## Leben und Karriere
Skyler Samuels hatte ihren ersten Fernsehauftritt als Ashley Blake in einer Episode der von Nickelodeon ausgestrahlten Jugendserie Drake & Josh. Es folgten Gastauftritte in verschiedenen Fernsehserien und Kurzfilmen wie Hotel Zack & Cody, A Host of Trouble, Raven blickt durch und Love, Inc. Von 2007 bis 2008 spielte sie in drei Episoden der Disney-Channel-Serie Die Zauberer vom Waverly Place die Feindin der von Selena Gomez verkörperten Hauptfigur Alex Russo. Danach spielte sie 2009 in den Spielfilmen Stepfather und Reine Fellsache mit.
2010 erhielt sie ihre erste Hauptrolle als Andie Bates in der ABC-Sommerserie The Gates. Nachdem diese Serie nach einer Staffel eingestellt worden war, konnte sie sich noch im selben Jahr die Hauptrolle der Chloe King in der ABC-Family-Serie The Nine Lives of Chloe King sichern, in der sie 2011 zu sehen war. Die Serie wurde noch im selben Jahr abgesetzt.

## Filmografie (Auswahl)
- 2005: Hotel Zack & Cody (The Suite Life of Zack & Cody, Fernsehserie, Episode 1x02)
- 2005: A Host of Trouble (Kurzfilm)
- 2005: Raven blickt durch (That’s So Raven, Fernsehserie, Episode 3x21)
- 2006: Love, Inc. (Fernsehserie, Episode 1x12)
- 2007–2008: Die Zauberer vom Waverly Place (Wizards of Waverly Place, Fernsehserie, 3 Episoden)
- 2009: Stepfather (The Stepfather)
- 2009: Bless This Mess (Fernsehfilm)
- 2010: Reine Fellsache (Furry Vengeance)
- 2010: The Gates (Fernsehserie, 13 Episoden)
- 2011: The Nine Lives of Chloe King (Fernsehserie, 10 Episoden)
- 2014: American Horror Story (American Horror Story: Freak Show, Fernsehserie, Episoden 4x01–4x04)
- 2015: DUFF – Hast du keine, bist du eine (The Duff)
- 2015: Scream Queens (Fernsehserie, 13 Episoden)
- 2017–2019: The Gifted (Fernsehserie, 20 Episoden)
- 2018: Public Disturbance
- 2018: Sharon 1.2.3.
- 2018: Spare Room
- 2020: To Catch a Seed (Switched Before Birth, Fernsehfilm)
- 2021: The Rookie (Fernsehserie, Episode 3x07)
- 2021: Masquerade
- 2021: Showmance (Fernsehserie, 7 Episoden)
- 2022: The Gabby Petito Story (Fernsehfilm)
- 2023: Aurora Teagarden Mysteries: Something New (Fernsehfilm)
- 2023: Meg 2: Die Tiefe (Meg 2: The Trench)
- 2024: My Dreams of You (Fernsehfilm)
- 2024: Aurora Teagarden Mysteries: A Lesson in Murder (Fernsehfilm)
- 2024: Aurora Teagarden Mysteries: Death at the Diner (Fernsehfilm)